# (16508) 1990 UB3
1990 يو بي 3 (ويعرف أيضًا باسم (16508) 1990 يو بي 3 وفق تسمية الكوكب الصغير) (بالإنجليزية: 1990 UB3)‏ هو كويكب ضمن حزام الكويكبات؛ وترتيبه 16508 من حيث الاكتشاف.
اكتُشف هذا الجُرم الفلكي بواسطة Atsushi Sugie ‏ في 19 أكتوبر 1990.

## وصلات خارجية
- (16508) 1990 UB3 في قاعدة بيانات مختبر الدفع النفاث لأجرام النظام الشمسي الصغيرة

- الاكتشاف · مخطط المدار ·  العناصر المدارية · المعلمات المادية

- (16508) 1990 UB3 على موقع ويكي سكاي: DSS2, SDSS, GALEX, IRAS, Hydrogen α, X-Ray, Astrophoto, Sky Map, Articles and images